# Rowlestone
Rowlestone lub Rowlstone – wieś i civil parish w Anglii, w hrabstwie Herefordshire. Leży 19 km na południowy zachód od miasta Hereford i 197 km na zachód od Londynu. W 2011 roku civil parish liczyła 180 mieszkańców.